# 栴檀木橋

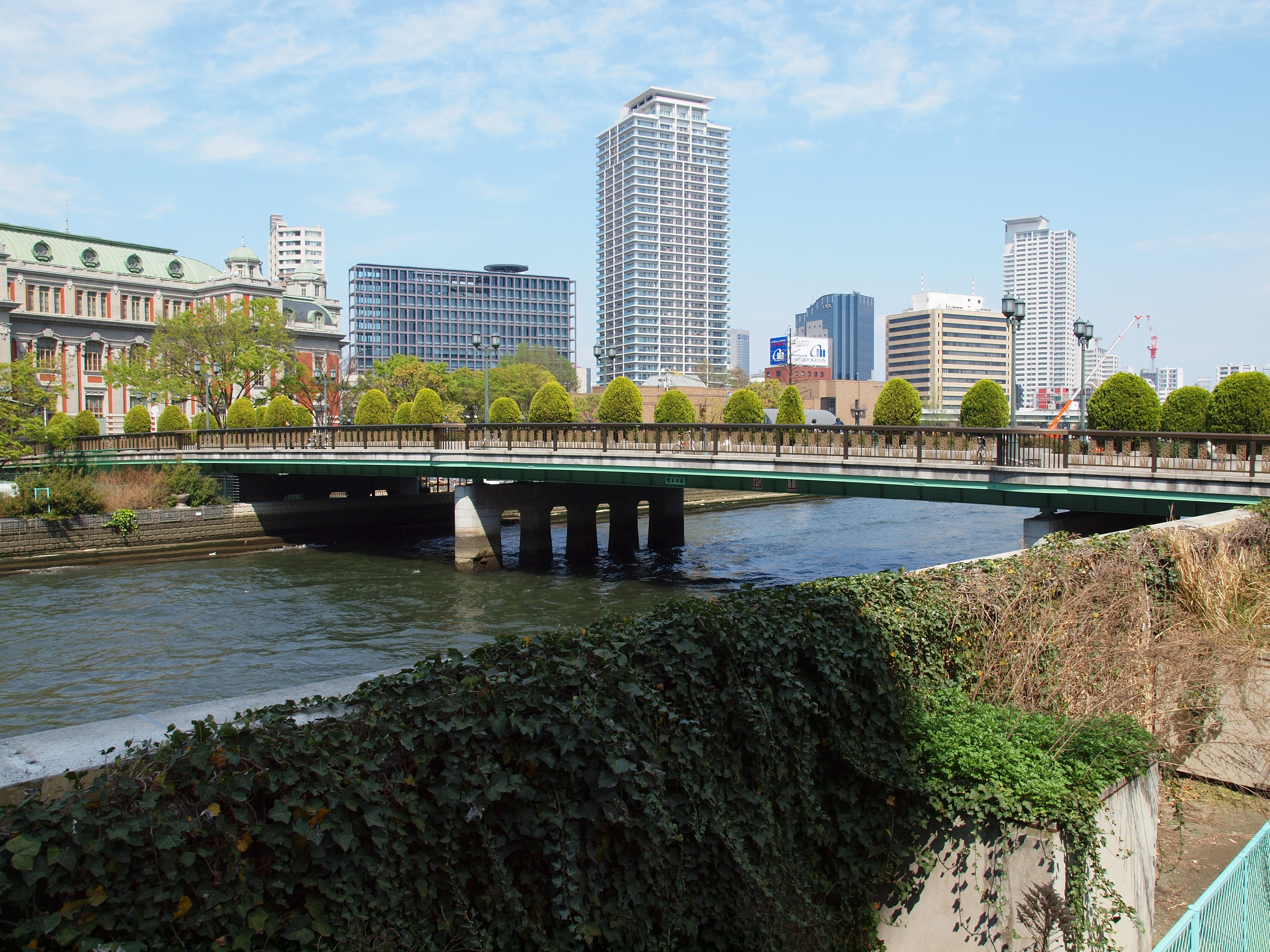
栴檀木橋（2009年4月撮影）

栴檀木橋（せんだんのきばし）は、大阪市の土佐堀川に架かる、北区中之島と中央区北浜を結ぶ橋。浪速の名橋50選選定橋。

## 概要
- 構造：5径間連続桁橋
- 橋長：86.4m
- 幅員：15.74m
- 完成：1985年（昭和60年）

## 由来
江戸時代の初期、蔵屋敷のあった中之島と船場の行き来のために架けられたと考えられている。
明治十八年の淀川洪水で流されてしまい、再び架けられたのは大正3年。昭和10年に架け替えられ、さらに昭和60年に再び架け替えられ、現在に至る。

## 周辺情報
- 中之島
  - 中之島公園
  - 大阪市中央公会堂
  - 大阪府立中之島図書館
  - 大阪市立東洋陶磁美術館
  - 京阪中之島線・なにわ橋駅
- 北浜
  - 京阪本線・地下鉄堺筋線 北浜駅